# スーパーマン:ブレイニアック・アタック
『スーパーマン:ブレイニアック・アタック』（英: Superman: Brainiac Attacks）は、DCコミックスの出版するアメリカン・コミックス『スーパーマン』を原作とするOVA。2006年6月20日に発売された。

## キャスト
- スーパーマン - ティモシー・デイリー
- ロイス・レイン - ダナ・デラニー
- レックス・ルーサー - パワーズ・ブース
- マーシー・グレイブス - タラ・ストロング
- ブレイニアック - ランス・ヘンリクセン
- ペリー・ホワイト - ジョージ・ズンザ
- ジミー・オルセン - デビッド・カウフマン
- ジョナサン・ケント - マイク・ファレル
- マーサ・ケント - シェリー・フェブレー